# Kruszare
Kruszare (bułg. Крушаре) – wieś w Bułgarii, w obwodzie Sliwen, w gminie Sliwen. Według danych szacunkowych Ujednoliconego Systemu Ewidencji Ludności oraz Usług Administracyjnych dla Ludności, 15 czerwca 2020 roku miejscowość liczyła 2 261 mieszkańców.

## Archeologia
Na terenie wsi prowadzone są wykopaliska archeologiczne, odnaleziono przedmioty codziennego użytku Traków.

## Osoby związane z miejscowością

### Urodzeni
- Kamen Wasewki (1935) – bułgarski pisarz
- Stanka Złatewa (1983) – bułgarska zapaśniczka